# 引力子
引力子（英語：graviton），又稱重力子，一種量子物理學中，基於量子場論的架構，提出的假設基本粒子，這種量子的交換能產生引力。但是目前仍未知是否真正存在。引力子被设想为一個自旋为2、質量為零、不带電荷的玻色子。為了傳遞引力，引力子必須永遠相吸、作用範圍無限遠及以無限多的型態出現。

## 概論
在廣義相對論中，重力被看成一種幾何現象，即為時空的曲率，這個觀點目前已獲得极大成功。量子力學的觀點認為，作用力是由不連續的能量包（也就是量子）交換而產生。不同作用力的產生，則來自不同的量子。基於這種觀點，量子物理學的標準模型，認為基本相互作用都是由量子交換產生，並提出规范玻色子理論，如電磁力由光子交換產生，弱作用力由W及Z玻色子交換產生，強核力由膠子交換產生。這個理論預測，引力也應該是由某種玻色子的交換而產生，這種玻色子被稱為引力子。
量子理論在除對引力原理的解釋外，各方面都非常成功，譬如電磁學可用光子的量化來解釋（量子電動力學），而宇宙其他方面的基本作用力（弱核力和強核力）亦可用量子理論得到完美的描述；人們自然希望量子理論亦能解釋重力，故假想有一種未發现的重力子存在，其性質與光子類似，而最終可發展出量子重力理論。
或許，引力子是跟希格斯玻色子有關（因為引力跟質量成正比），因此需要希格斯玻色子的理論充分發展才能研究引力子。可是這種理論的數學運算十分複雜且無法自洽。